# Pancryptista
Pancryptista je eukaryotická superskupina navržená v roce 2021. Zahrnuje již dříve rozlišenou superskupinu Cryptista a jí sesterský druh Microheliella maris.
Zmíněný druh byl dlouhou dobu klasifikován v rámci eukaryot jako incertae sedis. Skutečnost, že se jedná o sesterskou linii superskupiny Cryptista, odhalila až fylogenetická analýza, kterou provedl Yazaki et al.
Sesterskou skupinou tohoto taxonu jsou rostliny (Archaeplastida), společně pak tvoří klad označený autory jako CAM, což jsou počáteční písmena v něm obsažených taxonů Cryptista, Archaeplastida a Microheliella maris.